# Outox
Outox est une boisson pétillante à base d'eau gazéifiée, de vitamine C et de fructose.

## Description
L'Outox est un soda gazeux et non alcoolisé, composé d'eau gazéifiée, de fructose, d'acidifiants (acide malique et acide citrique), d'antioxydant (acide ascorbique), d'arôme, de colorants (E160a, E160e) et de stabilisateurs (E414, E915). 
Selon le fabricant, cette boisson aurait comme particularité de permettre d'accélérer l'élimination naturelle de l'alcool grâce à l'association du fructose et de l'acide ascorbique, qui permettraient de stimuler la sécrétion des enzymes du foie, responsables de l'élimination de l'alcool.

## Études scientifiques
Trois études scientifiques ont été réalisées à la demande du fabricant dans différents pays par les établissements suivants::

- Université d'Innsbruck, Autriche (2005)

- Université de Szeged, Hongrie (2004)

- Laboratoire Dermscan, France (2010)

## Polémique
Outox a créé la polémique avant même sa sortie officielle: les pouvoirs publics, les spécialistes de l'alcoologie, et les associations de consommateurs se sont d'emblée montrés très critiques sur l'efficacité réelle de cette boisson.
La Direction générale de la concurrence, de la consommation et de la répression des fraudes (DGCCRF) avait notamment appelé le 18 juin 2010 la société luxembourgeoise à "ne pas commercialiser ce produit tant que sont mis en avant des effets non évalués scientifiquement sur l’organisme". Le lendemain, la DGCCRF avait pris acte de l'engagement d'Outox à se mettre en conformité avec la réglementation communautaire, en supprimant toute mention au caractère dégrisant de la boisson. 
Ne disposant pas d'étude externe certifiant scientifiquement les effets dégrisants d'Outox et souhaitant un supplément d'information, la DGCCRF avait saisi le mois suivant l'Agence nationale de la sécurité alimentaire (Anses) sur ce sujet ; l'Anses a donc produit le 27 octobre 2010 un rapport(Texte en ligne) où elle souligne l'insuffisance méthodologique de toutes les études existantes disponibles sur l'action du fructose et de l'acide ascorbique sur l'alcoolémie et conclut par la négative sur l'action dégrisante de cette boisson. 
Le PDG d'Outox, M Penaruiz, a vivement réagi au rapport, contestant notamment la compétence de l'Anses en la matière. 

### Au sujet de la contestation d'Outox de la compétence de l'Anses sur le territoire français
Si, en effet, en ce qui touche à la santé publique, tout pays membre de la Communauté européenne s'engage à tenir compte des avis de l'Autorité européenne de sécurité des aliments (AESA), il est toutefois totalement en droit (1) de demander à ses organismes nationaux compétents de rendre publiquement des avis et (2) de s'y conformer en l'absence d'avis contradictoire de l'AESA: or, si l'AESA a bien lancé en juin 2010 une « évaluation des allégations fonctionnelles génériques sur le fructose et ses éventuels effets sur l'absorption d’alcool... », dont les résultats n'ont pas encore été publiés, il ne semble pas qu'elle ait été saisie d'une demande particulière de validation des effets de la boisson par Outox. 
Enfin, chaque pays membre est tout aussi fondé, en l'absence ou dans l'attente d'un avis émanant d'un organisme national ou européen, de tenir compte des avis préexistants, notamment chez un autre pays membre, le cas échéant.

## Autres lectures
- Sophie Verney-Caillat, Hips... On a testé Outox, la boisson soi-disant dégrisante, Rue89, nouvelobs.com
- ANNE-CLAIRE GENTHIALON, Outox, la boisson détox ou intox?